# Crash & Bernstein
 (mars 2013).
Si vous disposez d'ouvrages ou d'articles de référence ou si vous connaissez des sites web de qualité traitant du thème abordé ici, merci de compléter l'article en donnant les références utiles à sa vérifiabilité et en les liant à la section « Notes et références ».
Crash & Bernstein (Crash & Bernstein en VO) est une série télévisée américaine avec des marionnettes créée par Eric Friedman et diffusée entre le 8 octobre 2012 et le 11 août 2014 sur Disney XD.
En France, elle est diffusée depuis le 30 janvier 2013 sur Disney XD France. Néanmoins, elle reste inédite dans les autres pays francophones.

## Synopsis
Pour son anniversaire, Wyatt Bernstein est emmené au magasin « Créer-votre-peluche » où il crée une marionnette qu'il nomme Crash, pour remplacer le frère qu'il a toujours voulu. Crash et Wyatt doivent traiter avec trois sœurs d'âge différent à la maison.

## Distribution

### Acteurs principaux
- Tim Lagasse (en) (VFB : Sébastien Hébrant) : Crash
- Cole Jensen (VFB : Circé Lethem) : Wyatt Bernstein
- Landry Bender (VFB : Claire Tefnin) : Cleopatra « Cleo » Bernstein
- Oana Gregory (en) (VFB : Laëtitia Liénart) : Amanda Bernstein
- Mckenna Grace (VFB : Alayin Dubois) : Jasmine Bernstein
- Mary Birdsong (VFB : Nathalie Stas) : Mel Bernstein, leur mère
- Aaron Landon (VFB : Émilie Guillaume) : Pesto
- Curtis Harris : Scottie, ami de Wyatt
- Danny Woodburn (VFB : Jean-Pierre Denuit) : M. Poulos, propriétaire de l'immeuble
- Zachary Conneen : Rufus « The Slapper »

## Épisodes

### Première saison (2012-2013)
1. La Naissance de Crash (Crash Lands)
2. titre français inconnu (Scaredy Crash)
3. Crash l’entraîneur (Coach Crash)
4. Crash la star de l’école (Educating Crash)
5. Crash le trouble-fête (Party Crasher)
6. Quand le chat n'est pas là, Crash fait n'importe quoi (Home Alone… with Crash)
7. Titre français inconnu (Motorcycle Crash)
8. Titre français inconnu (Undercover Crash)
9. Rendez-nous Internet (System Crash)
10. Titre français inconnu (Crash Crush)
11. Un problème de taille (Shorty Crash)
12. Quand Crash se déchaîne (Release the Crashen)
13. La Fortune de Crash (Cold Hard Crash)
14. Le Microbe voyageur (Crashtagion)
15. Coup de foudre pour Crash (Crash Jacked)
16. Crash-napping (Crash vs. Flex)
17. Crise de jalousie (Crashus Maximus)
18. Titre français inconnu (Crashlemania)
19. Titre français inconnu (Comic Book Crash)
20. Titre français inconnu (Parade Crasher)
21. Titre français inconnu (Crashy McSmartypants)
22. Titre français inconnu (Monster Crash)
23. Titre français inconnu (Crash Asks Too Many Questions)
24. Titre français inconnu (Crash the Man)
25. Titre français inconnu (Crash on the Run Part 1)
26. Titre français inconnu (Crash on the Run Part 2)

### Deuxième saison (2013-2014)
Le 15 avril 2013, la série a été renouvelée pour une deuxième saison diffusée à partir du 7 octobre 2013.
1. Titre français inconnu (The Nosejob Job)
2. Titre français inconnu (Health-o-ween)
3. Titre français inconnu (Crash Is Having a Baby)
4. Titre français inconnu (Trash & Bernstein)
5. Titre français inconnu (Frat Chance)
6. Titre français inconnu (Action Zero)
7. Titre français inconnu (Like Father, Like Purple)
8. Titre français inconnu (Merry Crashenfest)
9. Titre français inconnu (Duck, Duck, Crash)
10. Titre français inconnu (Escape from Bigfoot Island)
11. Titre français inconnu (Monkey Business)
12. Titre français inconnu (Flushed in Space)
13. Titre français inconnu (Double Header)

## Diffusion internationale
| Pays/Région | Chaîne                | date de première diffusion | Titre             |
| ----------- | --------------------- | -------------------------- | ----------------- |
| Brésil      | Disney Channel Brazil | 2013                       | Crash e Bernstein |
| France      | Disney XD France      | 30 janvier 2013            | Crash & Bernstein |
| Russie      | Disney Channel Russia | 3 janvier 2013             | Крэш и Бернштейн  |
| États-Unis  | Disney XD             | 8 octobre 2012             | Crash & Bernstein |